# Bobcat (микроархитектура)
Bobcat — кодовое название x86-процессоров AMD, изготавливаемых по 40-нм технологии и предназначенных для малопотребляющих ноутбуков и компактных настольных ПК.
Являются одной из серий микропроцессорной архитектуры AMD Fusion. Первыми массовыми представителями стали процессоры AMD Brazos E-350 (Zacate) и C50 (Ontario).

## Особенности
Процессоры Bobcat, по заверениям представителей AMD, имеют полностью переработанную архитектуру по сравнению с предыдущими поколениями AMD K8 и AMD K10. Впервые для AMD её процессоры будут поддерживать одновременную обработку нескольких потоков — аналог Hyper-Threading. 
Имеется внеочередное исполнение команд, что способствует повышению производительности. 
Оптимизация микроархитектуры и управления питанием позволяет снизить энергопотребление. Процессоры Bobcat имеют возможность работать при потребляемой мощности менее 1 Вт.